# Anders Emil Schiellerup
Anders Emil Schiellerup (født 28. marts 1996) er en skiskytte fra Danmark. Han fik i 2015 VM-sølv for juniorer ved VM i Minsk.